# Graggle Simpson
Graggle Simpson, též Gumbly, je fiktivní postava pocházející údajně z amerického animovaného seriálu Simpsonovi, která je předmětem internetového memu a hoaxu, v němž uživatelé na internetu satiricky tvrdí, že tato postava byla skutečnou součástí sitcomu a členem rodiny Simpsonových, který byl odstraněn kvůli zpětné kontinuitě. Záměrem memu je satirizovat Mandelův efekt a jeho vyznavače. Postava je nejčastěji zobrazována jako žlutý, neoblečený humanoid podobný mimozemšťanovi s velkými ústy a třemi prameny vlasů, který má být běžně „k vidění“ po boku členů rodiny Simpsonových. 
Většina tvrzení o Graggleovi zahrnuje příběh týkající se existence této postavy v tradičním sitcomu. Různé varianty příběhu tvrdí, že měl být samoúčelnou postavou tvůrce Simpsonových Matta Groeninga, že byl mezi fanoušky velmi oblíbenou postavou, případně že byl odstraněn kvůli špatnému diváckému přijetí nebo že byl přidán na konci vysílání seriálu jako způsob satiriky na údajný pokles kvality seriálu. Vznikla celá řada fanouškovských děl s Gragglem, včetně fanouškovského umění, upravených obálek a snímků a nahrávek epizod Simpsonových, v nichž se Graggle objevuje mezi dalšími postavami z obsazení, a modifikace pro videohru The Simpsons Hit & Run z roku 2003.

## Původ
Ačkoli postava byla rozšířena a dosáhla virální popularity v roce 2022, první zmínky o Graggleovi, označovaném také jako „Gumbly“, pocházejí z roku 2015, kdy anonymní uživatel na japonském textovém serveru 2channel přidal verzi postavy označovanou jako „Nan-j min“ do snímků seriálu Simpsonovi. První zmínky o postavě v angličtině pocházejí z počátku roku 2021 na serveru 4chan, a to v příspěvku, který zakládá předchozí aspekt Graggle zamýšlený jako Groeningova persona a také uvádí dvě alternativní jména: „Yellow Matt“ a „Weird Matt“. Jméno „Gumbly“ bylo pravděpodobně inspirováno Gumbym, hliněnou postavičkou, která se objevila v dílu 17. řady Děvče, které spalo příliš málo.